# Bunia
Bunia är en stad i Kongo-Kinshasa. Den är huvudstad i provinsen Ituri, i den nordöstra delen av landet, 1 800 km öster om huvudstaden Kinshasa. Bunia har 900 666 invånare.